# Fase de Classificació de la Copa del Món de Rugbi 1995-Asia
La zona asiàtica tenia per a la Copa del Món de Rugbi de 1995 una plaça disponible. Vuit equips lluitaven per la plaça vacant. Es va decidir que el campió del 1994 ARFU Asian Rugby Championship celebrat a Malàisia entre el 22 d'octubre i el 29 d'octubre de 1994 representés Àsia al torneig. El campionat tenia un format basat en una fase de grups on els dos primers classificats avançaven a la final, i el guanyador accedia a la Copa del món de Rugbi de Sud-àfrica.

## Grup 1
| Posició | Nació     | Partits | Partits  | Partits  | Partits | Punts   | Punts     | Punts      | Taula de punts |
| Posició | Nació     | Jugats  | Guanyats | Empatats | Perduts | A Favor | En contra | Diferència | Taula de punts |
| ------- | --------- | ------- | -------- | -------- | ------- | ------- | --------- | ---------- | -------------- |
| 1       | Japó      | 3       | 3        | 0        | 0       | 226     | 17        | 209        | 6              |
| 2       | Taiwan    | 3       | 2        | 0        | 1       | 53      | 80        | -27        | 4              |
| 3       | Malàisia  | 3       | 1        | 0        | 2       | 47      | 144       | -97        | 2              |
| 4       | Sri Lanka | 3       | 0        | 0        | 3       | 30      | 115       | -85        | 0              |

| Japó | 56 - 5 | Taiwan | 22 d'octubre de 1994 - Kuala Lumpur |
|      |        |        | 22 d'octubre de 1994 - Kuala Lumpur |

| Malàisia | 23 - 18 | Sri Lanka | 22 d'octubre de 1994 - Kuala Lumpur |
|          |         |           | 22 d'octubre de 1994 - Kuala Lumpur |

| Japó | 67 - 3 | Sri Lanka | 24 d'octubre de 1994 - Kuala Lumpur |
|      |        |           | 24 d'octubre de 1994 - Kuala Lumpur |

| Taiwan | 23 - 15 | Malàisia | 24 d'octubre de 1994 - Kuala Lumpur |
|        |         |          | 24 d'octubre de 1994 - Kuala Lumpur |

| Japó | 103 - 6 | Malàisia | 26 d'octubre de 1994 - Kuala Lumpur |
|      |         |          | 26 d'octubre de 1994 - Kuala Lumpur |

| Taiwan | 25 - 9 | Sri Lanka | 26 d'octubre de 1994 - Kuala Lumpur |
|        |        |           | 26 d'octubre de 1994 - Kuala Lumpur |

## Grup 2
| Posició | Nació         | Partits | Partits  | Partits  | Partits | Punts   | Punts     | Punts      | Taula de punts |
| Posició | Nació         | Jugats  | Guanyats | Empatats | Perduts | A Favor | En contra | Diferència | Taula de punts |
| ------- | ------------- | ------- | -------- | -------- | ------- | ------- | --------- | ---------- | -------------- |
| 1       | Corea del Sud | 3       | 3        | 0        | 0       | 183     | 31        | 152        | 6              |
| 2       | Hong Kong     | 3       | 2        | 0        | 1       | 274     | 41        | 233        | 4              |
| 3       | Tailàndia     | 3       | 1        | 0        | 2       | 80      | 163       | -83        | 2              |
| 4       | Singapur      | 3       | 0        | 0        | 3       | 21      | 323       | -302       | 0              |

## 3r i 4t lloc
| Hong Kong | 80 - 26 | Taiwan | 29 d'octubre de 1994 - Kuala Lumpur |
|           |         |        | 29 d'octubre de 1994 - Kuala Lumpur |

## Final
| Japó | 26 - 11 | Corea del Sud | 29 d'octubre de 1994 - Kuala Lumpur |
|      |         |               | 29 d'octubre de 1994 - Kuala Lumpur |